# نظرية موجة الكثافة
نظرية موجة الكثافة هي نظرية التي اقترحها جيم لين وفرانك شو في منتصف عام 1960 لشرح سبب عدم تغير شكل الأذرع الحلزونية أثناء دوران المجرات الحلزونية حول نفسها، وتُقدم نظريتهم فكرة معمرة عن موجات الكثافة وتسمى أيضا بالصوت الثقيل والتي هي من أجزاء قرص المجرة التي تمتلك أكبر كثافة ولقد تم اختبار هذه النظرية بنجاح على حلقات زحل.
نظرية موجة الكثافة أو نظرية موجة الكثافة لين-شو هي نظرية اقترحها كل من شيا شياو لين، وفرانك شو في منتصف ستينيات القرن التاسع عشر لتفسّر بنية الذراع الحلزونية الخاصة بالمجرات الحلزونية. تقدم نظرية لين-شو فكرة البنية الحلزونية الشبه ثابتة لوقت طويل (فرضية كيو إس إس إس). في هذه الفرضية، يدور النمط الحلزوني بتردد زاوي معين (سرعة النمط). بينما تدور النجوم في القرص المجري بسرعات مختلفة تعتمد على مسافتها عن مركز المجرة. يؤثر وجود موجات الكثافة الحلزونية في المجرات على تشكل النجوم، بسبب انضغاط الغاز الذي يدور حول المجرة وتشكيله ارتجاج بشكل دوري. من الناحية النظرية، يُعتبر تشكل النمط الحلزوني بشكل عام عدم استقرار في القرص النجمي ناتج عن الجاذبية الذاتية، على عكس تفاعلات المد والجزر. وُسعت الصيغة الرياضية للنظرية لتشمل أنظمة أقراص فيزيائية فلكية أخرى، مثل حلقات زحل.

## الأذرع الحلزونية المجرية
كانت فكرة علماء الفلك في الأصل أنّ أذرع المجرة الحلزونية كانت مادية. لكن إن كانت هذه هي الحال، فستصبح الأذرع ملتفة أكثر وأكثر بشكل محكم، بسبب دوران المادة الأقرب إلى مركز المجرة بشكل أسرع من المادة عند حافتها. ستُصبح الأذرع غير قابلة للتمييز عن بقية المجرة بعد عدة دورات فقط. وهذا ما يسمى بمشكلة اللف.
اقترح كل من لين وشو في عام 1964 أنّ الأذرع غير مادية في طبيعتها، إنما مكونة من مساحات ذات كثافة أكبر، بشكل مشابه للازدحام المروري على الطريق السريع. تتحرك السيارات خلال الازدحام المروري، وتزداد كثافة السيارات في منتصف الازدحام. ومع ذلك فإنّ الازدحام المروري نفسه يتحرك بشكل أبطأ. في المجرة، تُضغط النجوم، والغاز، والغبار، والمكونات الأخرى التي تتحرك خلال موجات الكثافة، ومن ثم تخرج من هذه الموجات.
تفترض نظرية موجة الكثافة بشكل أكثر تحديدًا أنّ «التجاذب الثقالي بين النجوم بأنصاف أقطار مختلفة» يمنع ما يُدعى مشكلة اللف، ويحافظ على النمط الحلزوني في الواقع.
تُعرَّف سرعة دوران الأذرع بالرمز gpΩ، وهو يمثّل سرعة النمط الشاملة. (لذلك، وداخل إطار مرجعي غير قصوري محدد، يدور بسرعة gpΩ، تبدو الأذرع الحلزونية ساكنة). ليس من الضروري أن تكون النجوم ضمن الأذرع ثابتة، على الرغم من أنه على مسافة معينة من المركز Rc، والتي تشكل نصف قطر تزامن الدوران، فإنّ النجوم وموجات الكثافة تدور معًا. وضمن نصف القطر المذكور، تتحرك النجوم بسرعة أكبر من الأذرع الحلزونية (gpΩ ˃Ω)، أما خارج نصف القطر المذكور، فتتحرك النجوم بشكل أبطأ من الأذرع الحلزونية (gpΩ ˂Ω). بالنسبة لعدد m من الأذرع الحلزونية، سيتحرك نجم يبعد عن المركز بمقدار نصف قطر أر عبر البنية بتردد مقداره: ((R)Ω- gpΩ)m.. لذلك، يمكن للجذب الثقالي بين النجوم أن يحافظ على البنية الحلزونية فقط إن كان التردد الذي يمر فيه النجم عبر الأذرع أقل من التردد الدويري الفوقي للنجم الذي يُرمز له k(R). هذا يعني أنّ البنية الحلزونية التي تبقى وقتًا طويل ستوجد فقط بين رنين ليندبلاد الداخلي (آي إل أر) ورنين ليندبلاد الخارجي (أو إل أر)، وتعرّف هذه الرنينات بمثابة أنصاف أقطار تُعطى بالعلاقة: (معادلة). بعد تجاوز أو إل أر، وضمن آي إل أر، تجذب الكثافة الإضافية في الأذرع الحلزونية أكثر من المعدل الدويري الفوقي للنجم عادةً، وبالتالي لن تقدر النجوم على التفاعل والحركة بطريقة تستطيع فيها «دعم زيادة الكثافة الحلزونية».